# Aegiochus spongiophilus
Aegiochus spongiophilus is een pissebed uit de familie Aegidae. De wetenschappelijke naam van de soort werd als Aega spongiophila in 1867 gepubliceerd door Semper.